# Zaterdag (K.I.A.)
Zaterdag is een Nederlandstalige single van de Belgische band K.I.A. uit 1996.
Het tweede nummer op de single was een instrumentale mix van het liedje. Het nummer verscheen op het album Zonder Boe of Ba!.
Er werden ruim 30.000 exemplaren verkocht van de single en het verbleef 20 weken in de Ultratop 50. Het nummer kwam binnen op 11 januari 1997 en piekte op de 2de plaats. In de Vlaamse top 10 verbleef het 19 weken en piekte het op de 1e plaats. Dit resulteerde in verschillende optredens in Tien Om Te Zien.

## Meewerkende artiesten
- Producers
  - DJ Mista Sake
  - Jan Wouters
  - Wim Daans
- Muzikanten:
  - De Cliff (rap)
  - Jan Wouters (rap)
  - Olivier Hennes (rap)